# 스즈키 다카히로 (야구인)
스즈키 다카히로(일본어: 鈴木 尚広, 1978년 4월 27일 ~ )는 일본의 前 프로 야구 선수이며 야구해설자이다.

## 인물

### 프로 입단 전
5살 때부터 야구를 시작했다. 야구의 센스는 보통사람 정도였지만 초등학생때부터 발은 빨랐다고 한다. 중학교 시절에는 육상부에 소속되어 주로 중거리를 달리기도 했으며 매일 30 km 정도 달리면서 하반신이 단련되었다. 후쿠시마 현립 소마 고등학교 시절에는 야구부에서 유격수나 후보 투수를 맡았지만 고시엔 대회 진출이 거의 없을 정도의 뚜렷한 활약도 없었다. 1996년 프로 야구 드래프트 회의에서는 요미우리 자이언츠로부터 4순위 지명을 받아 입단, 스즈키의 준족이 나가시마 시게오 감독이 내거는 기동력 야구에 일치했기 때문이었다.

### 프로 입단 후

#### 1997년 ~ 2000년
당초에는 우타자였지만 입단한 이후에는 주력을 살리기 위해 좌타자로 시작하였다. 주력의 평가는 높았지만 프로 1년차부터는 곧바로 부상에 의한 전력에서 이탈하는 등 부상에 대한 체질을 나타낸다. 본인도 이 개선의 필요성을 강하게 자각하고 있어 1년 차의 오프 시즌부터 연봉의 절반 가까운 비용으로 개인 트래이너와의 계약을 맺으며 실시했다. 입단할 당시에는 우타자였지만 그 주력을 살리기 위해서 스위치 히터를 거쳐 좌타자로 전향해 다카다 시게루 2군 감독과 오가타 고이치 수비 주루 코치 등의 지휘 하에서 착실하게 주루 기술의 습득에 힘쓰는 등 1999년 ~ 2000년의 추계 스프링 캠프에서는 당시 수석 코치였던 하라 다쓰노리로부터 베이스 런닝 13초 3의 빠른 걸음을 인정받아‘1번의 유망주’라는 평가를 얻었다.

#### 2001년
내야수(유격수·2루수)에서 외야수로 전향하여 이스턴 리그에서 리그 2위인 27개의 도루를 기록하는 것을 포함해 런닝 홈런도 기록했다. 그 해 프로 입문 이후 처음으로 별다른 부상없이 시즌을 보냈다.

#### 2002년
하라 다쓰노리가 감독으로 부임하면서 4월 2일의 주니치 드래건스전에서는 처음으로 1군에 출전했고 동시에 첫 도루를 기록했다. 일본 시리즈에서도 대주자로 활약해 2개의 도루를 기록하면서 구단 역사상 최초로 4연승을 달성해 일본 시리즈 우승에 기여했다.

#### 2003년
다시 내야수(2루수)로 도전하면서 주전 2루수인 니시 도시히사가 부진하여 플레이에 불안을 보이면 2루와 외야를 겸임해 104경기에 출전했다. 팀내 1위인 18개의 도루를 기록하면서 장타력의 향상도 보여주었다.

#### 2004년
호리우치 쓰네오가 감독으로 취임하면서 수비 중시의 전략 구상으로 인해 다시 외야수로 되돌아갔고 작년 시즌에 기록했던 낮은 타율도 있어 왼쪽 타석에는 한 개로 짜여졌다. 주전 선수의 힘을 높여 싸울 방침으로 바뀌면서 ‘한가지 재주 선수’였던 스즈키의 출전 기회는 줄어 들었고 선수 층이 풍부한 외야에서는 주전 자리를 빼앗겨 대주자로서의 출전이 계속되었지만 그런데도 팀내 1위인 9개의 도루를 기록했다.

#### 2005년
작년과 같이 대주자로서의 기용되는 것이 대부분이었지만 시즌 후반기에 터피 로즈가 전력에서 이탈하여 선발 명단에 올랐다. 9월에는 부상이 있었지만 27경기를 출전하면서 팀내 1위인 11개의 도루를 기록하고 있다. 이 페이스에는 146경기의 환산으로 약 59개의 도루라고 하는 숫자가 되어 단순한 계산에서는 그 해 도루왕을 차지한 아카호시 노리히로의 60개와 거의 같은 숫자가 된다. 타격면에서도 99타수면서도 3할 대의 타율을 기록하여 타격에서의 향상을 보이기도 했다.

#### 2006년
그 해에는 요미우리 자이언츠에서만 10년째 베테랑 선수가 된다. 하라 다쓰노리가 감독으로 복귀해 주력을 중시하는 하라 감독이 원래 외야의 주전 자리를 경쟁하던 중에서의 입장을 강하게 표명했지만 시즌 초에는 대주자로서의 경기 출전하는 일이 많았다. 그러나 주전 중견수였던 다카하시 요시노부의 부상으로 이탈한 이후에 선발로 출전했다. 시즌 후반기부터는 감독의 기용 방침도 있어 신인 선수인 와키야 료타와 함께 2번 타자로서 주력을 중시하는 1번·2번을 형성했다. 팀내 1위이자 개인 최고(당시) 성적인 25개의 도루를 기록해 도루 성공률(.862)과 주루면에서는 기대 이상의 숫자를 남겼다.
시즌 종료 후에 열린 미일 야구에서는 안타 2개와 도루 1개를 기록하는 등의 맹활약을 했는데 스즈키의 활약상을 지켜본 미국인 기자로부터 “같은 스즈키인데 이치로의 친척인가?”라는 농담도 건네진 적이 있었다. 그러나 과제였던 타격 면에서 뚜렷한 활약을 보여주지 못했는데 특히 좌완 투수와 상대하면서 성적이 가장 나빠졌다. 그 타개책으로서 원래의 오른쪽 타석에서 타격을 시도하도록 하라 감독으로부터 지시를 받아 이례적으로 시즌 도중에 스위치 히터로의 전향을 이룬다. 8월 15일의 경기에서는 프로 데뷔 후 처음으로 오른쪽 타석에서 밀어내기 볼넷을 선택해 대량 득점의 결정적인 역할을 담당했다.
최종적으로 2할 4푼 1리라는 저조한 타격 성적을 남겼지만 시즌 종반에는 오른쪽 타석에도 익숙해지는 등 왼쪽 타석에서는 2할 4푼 5리, 오른쪽 타석에는 2할 3푼 6리로 양쪽 타석에서 거의 변하지 않는 성적을 기록했다. 12월 11일의 계약 갱신에서는 400만 엔이 상승된 2,800만 엔으로 갱신됨과 동시에 등번호는 12번으로 변경되었는데 이 등번호는 구단 측이 “시바타 이사오가 7번을 착용하기 전의 등번호였으며 도루왕을 3차례나 기록한 등번호”라는 의미를 부여했다. 2005년 시즌 종료 후 계약이 갱신되는 자리에서 “등번호 2번을 착용하고 싶다”라고 호소했지만 구단 측은 시기상조라고 판단해 등번호 2번은 지바 롯데 마린스에서 트레이드로 입단한 고사카 마코토에게 주어졌다.

#### 2007년

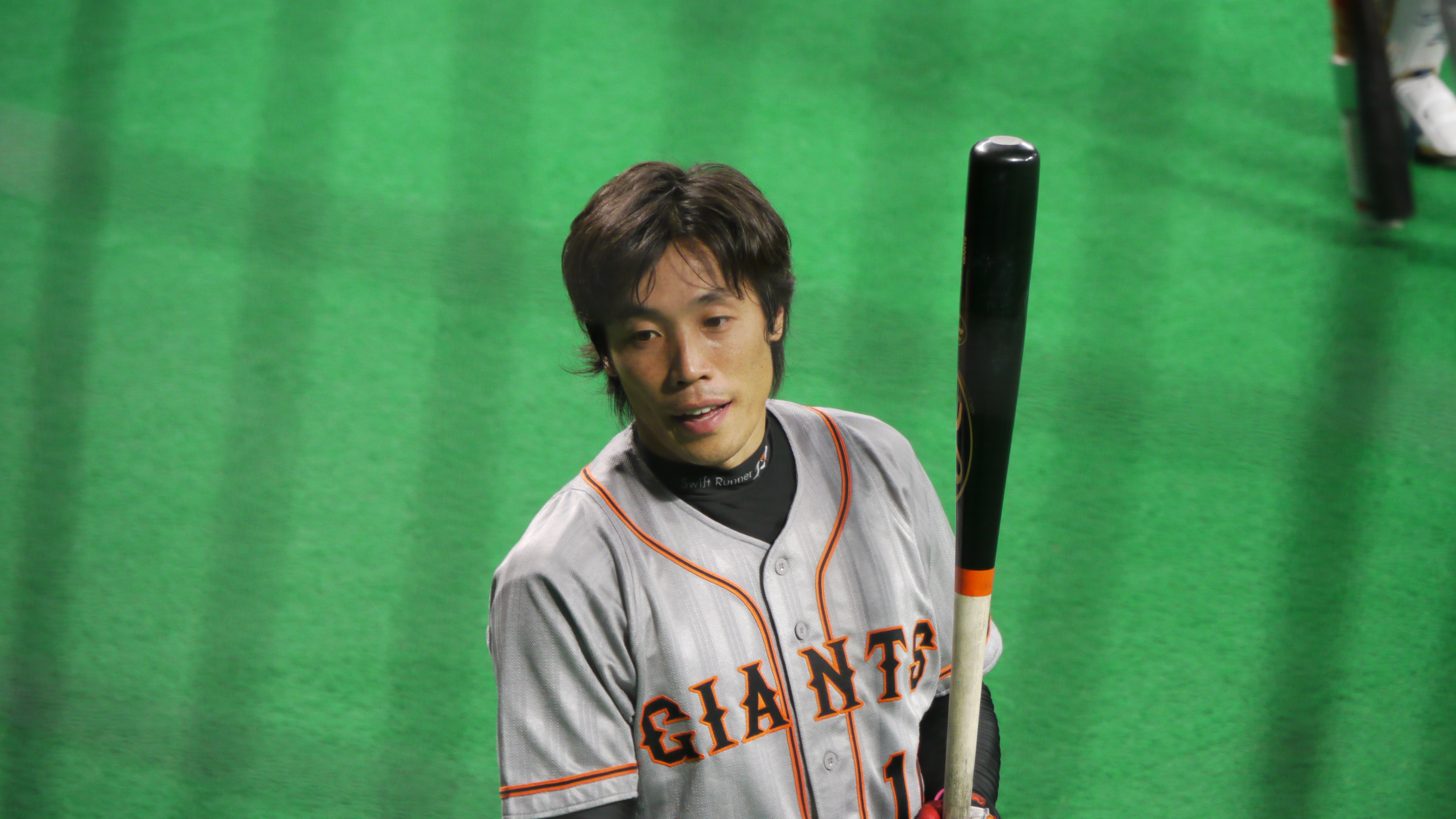
스즈키 다카히로(2010년)

하라 감독이 팀내 경쟁의 활성화를 시사하면서 야노 겐지와 오릭스 버펄로스에서 이적한 다니 요시토모 등과 주전 자리를 놓고 경쟁하는 일이 계속되었다. 그 와중에 하라 감독은 “좋은 선수가 필요없는 강한 선수를 갖고 싶다” 라고 발언해 부상 리스크의 높이가 마이너스가 될 것인가라고 생각되었지만 주루면에서의 비장의 카드로서 초빙한 이하라 하루키 수석 코치가 스즈키를 칭찬하여 “주루면에서의 중심으로 하고 싶다”라고 발언했다. 시범 경기에서는 작년 시즌에 2번 타자로서의 경험을 살리는 등 주어진 타석에서 팀 최다 볼넷을 선택해 높은 출루율을 남긴다.
3월 30일, 요코하마 베이스타스와의 개막전에 8번·중견수로서 선발 출전, 프로 데뷔 후 11년 만에 처음으로 개막전 선발로 출전하여 양 타석에서 안타를 때려내는 등 요코하마와의 3연전 승리를 달성하는 데 기여했다. 이후 후반기에서는 대주자로서의 비장의 카드로 벤치 요원으로 있는 경우가 많았지만 스위치 히터로 본격적으로 전향한 1년째에 오른쪽 타석의 타율은 3할 3푼 3리를 기록, 양 타석에서 변하지 않는 출루율을 기록했다. 2007년의 매 이닝 선두 타자로서의 출루율은 5할대를 가깝게 기록해 전체 안타 33개 중 8개의 내야 안타를 기록, 찬스 메이커로서의 능력을 성장시켰다. 도루는 변함없이 팀내 1위를 기록하면서 18개의 도루를 기록했다.
그 해 같은 성을 가졌던 스즈키 마코토가 입단했기 때문에(이듬해 2008년 시즌 종료 후 퇴단), 2년간 전광판에는 자신의 등록명이 ‘鈴木尚’(스즈키 다카)라고 표기되었지만, 요코하마 베이스타스의 스즈키 다카노리(2008년에 은퇴)와는 같았다.

#### 2008년
시즌 전반기에는 대주자로서의 출전이 주요했지만 7월부터 1번에 정착해 8월부터 팀의 선두 진격에 기여했다. 9월 19일의 한신 타이거스전에서는 에구사 히로타카로부터 오른쪽 타석에서의 첫 홈런도 기록했다. 도루도 2006년의 25개를 뛰어넘어 요미우리에서는 1990년의 오가타 고이치 이래가 되는 30개의 도루를 기록해(도루 성공률은 8할 5푼 7리) ‘메이크도라마’라고 말해진 리그 연패 달성의 주인공이 되었다. 같은 해 자신으로서는 첫 타이틀이 되는 골든 글러브상을 수상했고 일본 시리즈에서는 사이타마 세이부 라이온스의 가타오카 야스유키가 도루 5개를 성공한 반면 스즈키는 1개만으로 정규 시즌에 보였던 빠른 발을 충분히 살릴 수는 없었지만 타격에서는 팀내 최다인 4타점을 기록하여 자신으로서는 처음으로 일본 시리즈 우수 선수상을 수상했다.

#### 2009년
2번·중견수로서 개막전 선발 엔트리에 올라갔지만 개막 초에는 별다른 활약을 보여주지 못했고 마쓰모토 데쓰야의 활약에 의해 대수비·대주자 요원으로서의 출전 기회가 많았다. 그런데도 팀내 1위인 25개의 도루를 기록해 후반기에서는 타격도 원상회복을 이뤄 팀의 3년 연속 리그 우승과 7년 만의 일본 시리즈 우승에 기여했다.

#### 2010년
조노 히사요시의 입단과 다카하시 요시노부의 부활도 있어 외야의 선수층이 두꺼워지면서 출전 기회는 감소되었다. 마쓰모토가 부상으로 이탈한 교류전에서는 선발 멤버로 출전했지만 뚜렷한 활약은 없었고 61경기에 출전했지만 타석에 들어설 기회가 줄어들었다. 주루에서도 10개 도루와 저조한 도루 성공률(.667)로 스즈키에게 있어서는 저조한 성적을 남길 정도의 암울한 시즌을 보냈다. 시즌 도중에 국내 FA권을 취득하고 있었지만 FA를 행사하지 않고 요미우리에 잔류, 200만 엔이 삭감된 연봉 4,000만 엔으로 재계약을 했다.

#### 2011년
그 해 시즌 도중부터 오른쪽 타석에만 전념했는데 타격면에서는 뚜렷한 성적은 남기지는 못했고 오로지 대주자·대수비로서 기용되었다. 팀내에서는 도루왕을 차지한 후지무라 다이스케(28도루)의 뒤를 이은 18개의 도루(리그에서는 4위)를 기록해 작년 시즌 주루면에서의 부진을 씻어내는 활약을 보였다.

#### 2012년
대주자나 대수비로서 출전했지만 선발 출전 없이 시즌을 끝냈다. 시즌 첫 출전이 된 4월 1일 무라타 슈이치의 대주자로 출전해 도루를 성공했지만 그 이후에는 상대 배터리의 치밀한 경계에 의해 도루 시도 횟수가 적었다. 그러나 7월 이후에는 도루를 양산하여 최종적으로는 16개의 도루를 기록하여 8할 8푼 9리의 성공률을 기록했다. 또 타격에서도 시즌 첫 안타가 된 8월 3일부터 9월 7일까지 5타석 연속 안타를 기록하여 2년 만에 타점도 기록했고 같은 해 일본 시리즈에서도 타점을 올렸다. 시즌 종료 후인 12월 4일 계약 갱신에서는 작년과 마찬가지로 4,000만 엔으로 동결돼 2년 재계약을 맺었다.

### 은퇴 이후
- 2016 시즌을 마치고 선수로써 은퇴를 선언 후 2017년에 TV 아사히, TBS 라디오 & 커뮤니케이션즈, BS-TBS에서 야구해설자로 활동을 하다가 2018년 10월 22일 하라 다쓰노리 감독이 요미우리 자이언츠에 취임하면서 친정팀에서 1군 외야 주루 코치를 맡았지만 2019년 10월 16일, 일신상의 이유로 탈퇴했다.

## 에피소드
- 2010년 시즌부터 재수가 좋은 표기를 이유로 ‘鈴木尚’(스즈키 다카)라는 등록명을 사용하고 있다. 그 외의 이유에는 구단 스태프나 아는 지인으로부터 그 표기가 “‘스즈키타카’(スズキタカ)라고 부르기 쉽다”라고 말했다.[4]
- 2010년 1월 16일 후쿠시마 현의 ‘관광 교류 대사’로 위촉되었다.[5]

## 상세 정보

### 출신 학교
- 후쿠시마 현립 소마 고등학교

### 선수 경력
- 요미우리 자이언츠(1997년 ~ 2016년)

### 지도자 및 기타 경력
- TV 아사히, TBS 라디오 & 커뮤니케이션즈, BS-TBS 야구해설위원(2017년 ~ 2018년, 2020년 ~ )
- 요미우리 자이언츠 1군 외야 주루 코치(2019년)

### 수상·타이틀 경력
- 골든 글러브상 : 1회(2008년)
- 일본 시리즈 우수 선수상 : 1회(2008년)
- JA 전농 Go·Go상 : 1회(Go Spikes상 : 2006년 3·4월)

### 개인 기록
- 첫 출장 : 2002년 4월 2일, 대 주니치 드래건스 1차전(나고야 돔), 9회초에 에토 아키라의 대주자로서 출장
- 첫 타석 : 2002년 4월 4일, 대 주니치 드래건스 3차전(나고야 돔), 6회초에 사카이 준야의 대타로 출장, 가와카미 겐신 앞에서 삼진
- 첫 도루 : 2002년 4월 14일, 대 주니치 드래건스 5차전(도쿄 돔), 9회말에 2루 안착(투수 : 에디 겔러드, 포수 : 다니시게 모토노부)
- 첫 안타 : 2002년 4월 18일, 대 히로시마 도요 카프 2차전(히로시마 시민 구장), 7회초에 요코야마 류지로부터 유격 내야 안타
- 첫 타점 : 2003년 4월 27일, 대 요코하마 베이스타스 5차전(요코하마 스타디움), 8회초에 다자키 마사히로로부터 2루 적시 내야 안타
- 첫 홈런 : 2003년 5월 4일, 대 히로시마 도요 카프 6차전(도쿄 돔), 3회말에 크리스 브록으로부터 우월 솔로 홈런

### 등번호
- 68(1997년 ~ 2006년)
- 12(2007년 ~ 2016년)
- 82(2019년)

### 연도별 타격 성적
| 연 도       | 소 속       | 경 기 | 타 석 | 타 수 | 득 점 | 안 타 | 2 루 타 | 3 루 타 | 홈 런 | 루 타 | 타 점 | 도 루 | 도 루 자 | 희 생 번 | 희 생 플 | 볼 넷 | 고 4 | 사 구 | 삼 진 | 병 살 타 | 타 율 | 출 루 율 | 장 타 율 | O P S |
| ----------- | ----------- | ----- | ----- | ----- | ----- | ----- | ------- | ------- | ----- | ----- | ----- | ----- | -------- | -------- | -------- | ----- | ---- | ----- | ----- | -------- | ----- | -------- | -------- | ----- |
| 2002년      | 요미우리    | 30    | 8     | 8     | 6     | 2     | 0       | 0       | 0     | 2     | 0     | 4     | 4        | 0        | 0        | 0     | 0    | 0     | 3     | 0        | .250  | .250     | .250     | .500  |
| 2003년      | 요미우리    | 104   | 215   | 200   | 39    | 45    | 4       | 3       | 3     | 64    | 11    | 18    | 1        | 11       | 0        | 4     | 0    | 0     | 33    | 5        | .225  | .240     | .320     | .560  |
| 2004년      | 요미우리    | 57    | 59    | 55    | 11    | 15    | 3       | 4       | 0     | 18    | 1     | 9     | 1        | 1        | 0        | 3     | 0    | 0     | 7     | 0        | .273  | .310     | .327     | .638  |
| 2005년      | 요미우리    | 27    | 107   | 99    | 19    | 30    | 7       | 0       | 1     | 40    | 5     | 11    | 3        | 5        | 0        | 3     | 0    | 0     | 15    | 1        | .303  | .324     | .404     | .728  |
| 2006년      | 요미우리    | 89    | 263   | 245   | 34    | 59    | 4       | 2       | 1     | 70    | 9     | 25    | 4        | 6        | 0        | 12    | 0    | 0     | 38    | 5        | .241  | .276     | .286     | .562  |
| 2007년      | 요미우리    | 96    | 124   | 111   | 36    | 33    | 3       | 2       | 0     | 40    | 10    | 18    | 4        | 3        | 1        | 8     | 1    | 1     | 25    | 2        | .297  | .347     | .360     | .707  |
| 2008년      | 요미우리    | 105   | 270   | 247   | 56    | 75    | 9       | 4       | 3     | 101   | 17    | 30    | 5        | 2        | 1        | 17    | 0    | 3     | 43    | 0        | .304  | .354     | .409     | .763  |
| 2009년      | 요미우리    | 122   | 220   | 202   | 40    | 53    | 5       | 1       | 1     | 63    | 8     | 25    | 7        | 2        | 0        | 13    | 0    | 3     | 44    | 1        | .262  | .317     | .312     | .628  |
| 2010년      | 요미우리    | 61    | 26    | 25    | 15    | 7     | 0       | 0       | 0     | 7     | 4     | 10    | 5        | 0        | 0        | 1     | 0    | 0     | 9     | 1        | .280  | .308     | .280     | .588  |
| 2011년      | 요미우리    | 90    | 68    | 58    | 24    | 11    | 2       | 0       | 0     | 13    | 0     | 18    | 5        | 5        | 0        | 4     | 0    | 1     | 13    | 3        | .190  | .254     | .224     | .478  |
| 2012년      | 요미우리    | 91    | 21    | 20    | 17    | 5     | 0       | 0       | 0     | 5     | 3     | 16    | 2        | 0        | 0        | 1     | 0    | 0     | 3     | 0        | .250  | .286     | .250     | .536  |
| 통산 : 11년 | 통산 : 11년 | 872   | 1381  | 1270  | 297   | 335   | 37      | 12      | 9     | 423   | 68    | 184   | 41       | 35       | 2        | 66    | 1    | 8     | 233   | 18       | .264  | .304     | .333     | .597  |

- 2012년 기준.
- 1997년 ~ 2001년은 1군 출장 없음.

### 연도별 수비 성적
| 연도 | 2루  | 2루  | 2루  | 2루  | 2루  | 2루    | 외야 | 외야 | 외야 | 외야 | 외야 | 외야   |
| 연도 | 경기 | 척살 | 보살 | 실책 | 병살 | 수비율 | 경기 | 척살 | 보살 | 실책 | 병살 | 수비율 |
| ---- | ---- | ---- | ---- | ---- | ---- | ------ | ---- | ---- | ---- | ---- | ---- | ------ |
| 2002 | 1    | 1    | 0    | 0    | 0    | 1.000  | 10   | 4    | 0    | 0    | 0    | 1.000  |
| 2003 | 43   | 73   | 62   | 2    | 10   | .985   | 66   | 45   | 2    | 0    | 0    | 1.000  |
| 2004 | -    | -    | -    | -    | -    | -      | 38   | 22   | 0    | 0    | 0    | 1.000  |
| 2005 | -    | -    | -    | -    | -    | -      | 26   | 44   | 1    | 1    | 0    | .978   |
| 2006 | -    | -    | -    | -    | -    | -      | 85   | 140  | 1    | 3    | 0    | .979   |
| 2007 | -    | -    | -    | -    | -    | -      | 82   | 81   | 0    | 0    | 0    | 1.000  |
| 2008 | -    | -    | -    | -    | -    | -      | 95   | 121  | 3    | 1    | 2    | .992   |
| 2009 | -    | -    | -    | -    | -    | -      | 110  | 111  | 3    | 0    | 0    | 1.000  |
| 2010 | -    | -    | -    | -    | -    | -      | 55   | 13   | 1    | 0    | 0    | 1.000  |
| 2011 | -    | -    | -    | -    | -    | -      | 73   | 42   | 2    | 0    | 1    | 1.000  |
| 통산 | 44   | 74   | 62   | 2    | 10   | .986   | 640  | 623  | 13   | 5    | 3    | .992   |

- 2011년 기준.